# Bådsmandspibe
 For alternative betydninger, se Pibe.
Bådsmandspiben er en lille "fløjte" af sølv eller messing.
Bådsmandspiben betjenes af vagthavende underofficer(sergent) på orlogsskibe. Piben benyttes både til kommandosignaler og som honnørsignal ved falderebet og skansen. Den kan føres meget langt tilbage, i Danmark er bådsmandspiben nævnt i søkrigsartiklerne fra 1563 og har siden været brugt i den danske orlogsflåde. Men allerede i kong Christian IV.s egenhændigt underskrevne Krigs – Artikler dateret den 8. maj 1625 findes følgende anført i § 55: "Hvo som forsover eller forsømmer Pibe-Signalerne (Søefløjten) han skal første Gang straffes "til masten", anden Gang i Jern paa vand og brød, og tredje og fjerde Gang med at springe fra raaen og kølhales eller høegere" Det fremgår altså heraf, at der allerede på det tidspunkt har været anvendt fløjte til opmærksomhedssignal o. l. i orlogsfartøjerne.
Bådsmandspiben stammer sandsynligvis fra grækerne hvor den i slutningen af det 13. århundrede hørte med til den maritime officers udrustning og var som sådan et slags tegn på kommando. I datidens små skibe var det bekvemt for en skibschef eller vagthavende officer at give kommando fra poopen ved brug af piben.
Omkring 200 år senere var piben tilsyneladende blevet indført i alle søfarende nationer.
Overgangen i skibenes fremdrivning fra årer til sejl har formentlig været den vigtigste faktor til at piben er havnet i bådsmandens hænder. Da sejlmanøvrer almindeligvis ikke var mulig at gennemføre fra poopen alene, blev resultatet, at piben blev betjent bådsmanden eller en af de øvrige befalingsmænd. 
Hvorfor og hvornår fløjten første gang blev kaldt Bådsmandspiben er ikke kendt, men formentlig er det sket efterhånden som det var mest almindeligt at bådsmanden betjente den. Bådsmanden kom med tiden til at beklæde en ledende underofficersstilling. Som sådan var det blandt andet hans opgave at kontrollere dækstjenesten og udstikke folkene til det daglige arbejde. Med piben til sin rådighed var det naturligt for ham at bruge den i stedet for at råbe af sine lungers fulde kraft (den kunne også bedre høres i dårligt vejr). 
I vor tid benyttes bådsmandspiben kun i Søværnets skibe og landsteder. Dens
skringrende opmærksomhedssignal kan via et højtaleranlæg høres overalt i et moderne
orlogsskib eller på et landsted, det være sig, når der f.eks. Pibes til mønstringer, til flaget, til skafning osv.

## Pibesignaler
De mest almindelige signaler der stadig bruges i den danske flåde.
De toner, som kan frembringes med bådsmandspiben, er grove (dybe) eller fine (høje), afhængig af fingrenes påvirkning af luftstrømmen. Såvel de grove som de fine toner kan frembringes som stød eller triller. 
Markeres i det følgende således:
```
Stød(tone) Grov: =====   Fin: -----
Trille     Grov: 88888   Fin: ooooo
```

### Det almindelige Opmærksomhedssignal
Et langt, fint stød efterfulgt af en grov Trille
```
---------- 
8888888888
```

### Signal for skafning og udpurring(vækning)
Et langt, fint stød efterfulgt af tre gange:
Lang, grov trille – kort, fint stød og lang, grov trille, sidste gang efterfulgt af tre, fine stød
```
---------- 

8888888888
 ------ 
8888888888
 

8888888888
 ------ 
8888888888
 

8888888888
 ------ 
8888888888
 
------ ------ ------
```

### Signaler for falderebsgaster(Falderebshonnør)
Faldereb!
To korte, fine stød.
```
----- -----
```

Pib ud!
En lang, grov trille efterfulgt af et langt, fint stød.
```
8888888888
 ----------
```

Pib ind!
Et langt, fint stød efterfulgt af en lang, grov trille afsluttet med tre korte, fine stød.
```
---------- 
8888888888
 ----- ----- -----
```

### Honnørsignal ved flagets hejsning og nedhalning.
Hejs flaget!
En lang, grov trille efterfulgt af et langt, fint stød.
```
8888888888
 ----------
```

Hal ned flaget!
En lang, grov trille efterfulgt af et langt, fint stød.
```
8888888888
 ----------
```

Gå videre!
Et kort fint stød.
```
-----
```